# VfB Oldenburg
VfB Oldenburg er forkortelsen for Verein für Bewegungsspiele e.v. Oldenburg (foreningen for bevægelsessport). Foreningen er hjemmehørende i Oldenburg, som ligger i Niedersachsen, Tyskland.
I 2005 bestod foreningen af 5 afdelinger: Cricket, brydning, bordtennis, volleybold og fodbold. Foreningens farver er blå og hvid. Foreningen har 500 medlemmer (status i 2005).

## Foreningens historie
Foreningen blev stiftet den 17. oktober 1897. Foreningens oprindelige navn var FC 1897 Oldenburg. I 1919 skete der en fusion med foreningen FV Germania 1903 og den nuværende forening VfB Oldenburg blev dannet.
Et år senere erhvervede man en gammel cykelbane ved Donnerschwee – en nuværende bydel i Oldenburg. Cykelbanen blev ombygget til et fodboldstadion. Donnerschwee Stadionet (også kaldet ”Die Hölle des Nordens”) blev foreningens sjæl. Pga. likviditetsproblemer blev stadionet dog solgt i 1999.
I år 2000 lykkedes det at gennemføre en gældsanering og foreningen er nu gældfri.
Oldenburger Cricket Klub er en del af VfB. I 2004 rykkede denne op i den højeste tyske tuneringsklasse.
I 2005 overtog Frank Lachmann posten som foreningens præsident. Han afløste Klaus Berster, som havde været foreningens præsident i mange år.

## Sportslige resultater
VfB Oldenburg rykkede i sæsonen 1980/81 op i 2. Bundesliga (Nord), men måtte pga. sammenlægninger i ligaen straks rykke ned igen.
Årene fra 1989 til 1993 var foreningens mest succesrige periode. Under ledelse af træner Wolfgang Sidka og manager Rudi Assauer lykkedes det i sæsonen 1991/92 næsten, at rykke op i den 1. Fodbold-Bundesliga.
Sæsonen 1996/97 blev foreløbig den sidste i 2. Ligaen.
Fortiden spiller foreningens 1. herrehold i Oberliga Nord.

## Stadion
Siden sæsonen 1991/92 har foreningen VfB Oldenburg spillet sine hjemmekampe i Marschweg – Stadion. Stadionet har 15.000 tilskuerpladser, hvoraf de 4.500 er overdækkede siddepladser.
Før i tiden spillede man regelmæssig i det foreningsejede Donnerschwee Stadion, som dog var mindre. Kun ved de kampe, hvor man forventede en stor tilskuertilstrømning, blev spillet i Marschweg – Stadion. Efter salget af det foreningsejede stadion, skiftede 1. herrehold endeligt helt til at spille alle hjemmekampe i Marschweg – Stadion.

## Ekstern henvisning
- VfB Oldenburg